# James II của Scotland
James II (16 tháng 10 năm 1430 - 3 tháng 8 năm 1460), người trị vì và là Vua Scotland từ năm 1437 đến năm 1460, là con trai của Vua James I và Joan Beaufort.
James I bị ám sát vào ngày 21 tháng 2 năm 1437. Vương hậu, mặc dù đau buồn, vẫn tìm cách hỗ trợ đứa con trai 6 tuổi của mình lên ngôi. Ngày 25 tháng 3 năm 1437, cậu bé chính thức lên ngôi Vua của người Scotland tại Tu viện Holyrood. Quốc hội Scotland tạm thời quản lý các tài sản hoàng gia cho khi sinh nhật lần 18 của James II. Ông sống cùng với mẹ và năm trong số sáu chị em gái của mình (Margaret đã rời Pháp, nơi cô đã kết hôn với Louis XI của Pháp trong tương lai) tại Lâu đài Dunbar cho đến năm 1439.
Từ 1437 đến 1439, Archibald Douglas, Bá tước thứ 5 xứ Douglas, đứng đầu chính phủ với tư cách là khâm sai của vương quốc. Sau khi Bá tước Douglas qua đời, triều đình bị chia rẽ William Crichton, Huân tước thứ nhất xứ Crichton (đôi khi hợp tác với Bá tước xứ Avondale) và Sir Alexander Livingston xứ Callendar. Lợi dụng quyền tổng quản hoàng gia, Livingston đã đặt cựu vương hậu Joan và người chồng mới, Sir John Stewart, dưới quyền "quản thúc tại gia" tại Lâu đài Stirling vào ngày 3 tháng 8 năm 1439. Họ được thả vào ngày 4 tháng 9 bằng cách một thỏa thuận chính thức cho James đặt vào quyền kiểm soát của Livingstons, từ bỏ của hồi môn và tuyên bố rằng Livingston đã hành động nhiệt tình vì sự an toàn của nhà vua.

James II qua đời năm năm 1460 do tai nạn của bom nổ từ lâu đài do chính ông gây dựng nên. James III, con trai và là người kế vị ông, lên ngôi.